# Berger Dorfstraße 53 (Mönchengladbach)

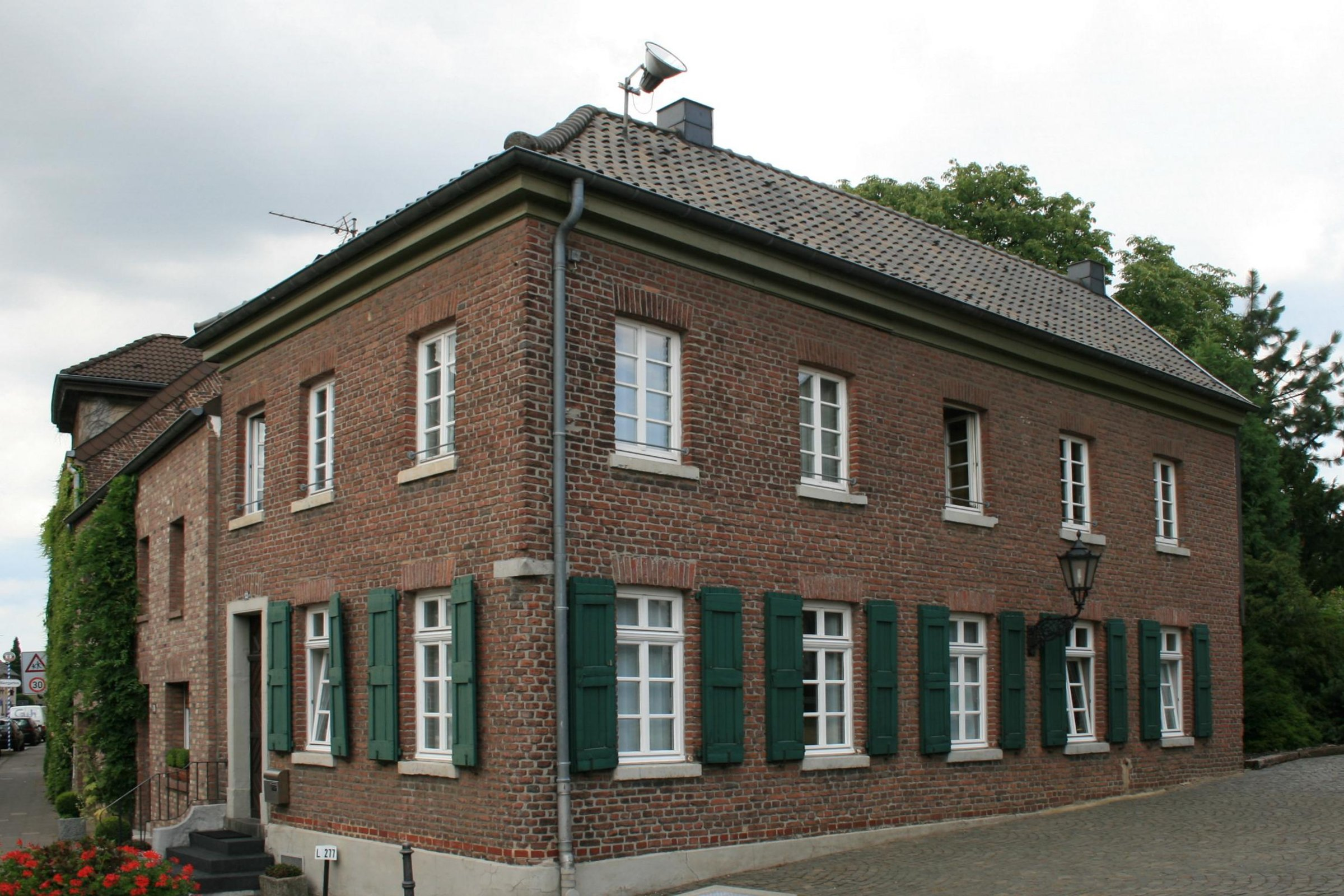
Wohnhaus (2010)

Das Wohnhaus Berger Dorfstraße 53 steht im Stadtteil Wickrathberg in Mönchengladbach (Nordrhein-Westfalen).
Das Haus wurde im 18./19. Jahrhundert erbaut. Es ist unter Nr. B 020 am 4. Dezember 1984 in die Denkmalliste der Stadt Mönchengladbach eingetragen worden.

## Architektur
Der zweigeschossige Backsteinbau mit Walmdach zur Berger Dorfstraße entwickelt seine Hauptfassade gegenüber dem Westeingang der Kirche giebelständig zur Straße. Die Dachform ist dort nur als Satteldach ausgebildet. Die Straßenfassade, also die Giebelansicht, mit drei Fenstern im Obergeschoss, im Erdgeschoss linksseitlich der Hauseingang mit Natursteingewände und Entlastungssturz, sowie rechtsseitlich zwei Einzelfenster mit Fensterbank aus Naturstein.